# Juan Ramón López Caro
Juan Ramón López Caro (ur. 23 marca 1963 w Lebriji) – hiszpański trener piłkarski.

## Życiorys
W 2001 objął rezerwową drużynę Realu Madryt – Real Madryt B (obecnie Real Madryt Castilla), z którą awansował do Segunda División. 5 grudnia 2005 został następcą Vanderleia Luxemburgo na stanowisku pierwszego trenera Realu Madryt.
27 maja 2006 ogłoszono, że zostanie trenerem Racingu Santander, ale jeszcze przed rozpoczęciem sezonu 2006/2007 odszedł do Levante. Od 8 października 2007 do 10 marca 2008 pełnił funkcję trenera Celty Vigo.